# Dolomedes nigrimaculatus
Dolomedes nigrimaculatus är en spindelart som beskrevs av Song och Chen 1991. Dolomedes nigrimaculatus ingår i släktet Dolomedes och familjen vårdnätsspindlar. Inga underarter finns listade i Catalogue of Life.